# The Pathless
The Pathless (с англ. — «Бездорожье») — инди-игра жанра приключенческий боевик, разработкой которой занималась студия Giant Squid, а выпуском — Annapurna Interactive. Выход игры состоялся в ноябре 2020 года для iOS, macOS эксклюзивно по подписке Apple Arcade, а также для PlayStation 4, PlayStation 5 и Windows. Игрок управляет лучницей, которая должна спасти мир от злой сущности, поработившей местных божеств. Между битвами, основной игровой процесс сосредоточен на путешествии и изучении игрового пространства и решении головоломок.
Разработкой The Pathless занималась команда, ранее выпустившая игру Abzû. Мэтт Нава, руководитель разработки принимал участи в создании Journey. Разработчики хотели создать игру с более глубоким и продвинутым игровым процессом, представив открытый игровой мир. В игре намеренно отсутствуют подсказки чтобы таким образом обеспечивать дополнительное погружение. Игровой мир создавался, вдохновляясь природой северо-запада Америки, культурой Монголии и Камбоджи. Музыкальные композиции были созданы с участием разнообразных народных инструментов со всего мира и тувинского хора горлового пения.
Игра в целом получила положительные оценки со стороны игровых критиков, указавших что при внешней жанровой схожести с играми, подобными Breath of the Wild, The Pathless удаётся удивить некоторыми уникальными игровыми механиками, в частности ускоренным передвижением с помощью лука, увлекательными головоломками и битвами с игровыми боссами.

## Игровой процесс
The Pathless представляет собой приключенческий боевик от третьего лица. Игрок берёт на себя управление Лучницей (Лора Бэйли), которая должна спасти мир от «Богоубийцы» — злой сущности (Трой Бейкер), которая победила богов, осквернила их и сделала своими прислужниками. Лучница встречается с обессиленной божественной орлицей — матерью одурманенных богов и просит освободить их от порчи, сама она оставляет героине орлицу-компаньона, которая должна помочь Лучнице исполнить её миссию. Единственный способ освободить других богов — отправиться в их владения и зажечь три маяка, войти в бурю и освободить их. Для активации маяка требуется найти особые камни. Зажжённые маяки ослабляют осквернённых божеств, чтобы в итоге героиня могла сразиться с ними.

Главная героиня использует лук и стрелы, чтобы ускоряться

Лучница использует свои стрелы прежде всего для ускоренного перемещения по игровой карте. Стреляя по талисманам, она ускоряет своё движение и восполняет показатели быстро иссякающей энергии. Постоянное попадание по целям обеспечивает и постоянно быстрое перемещение героини по игровой карте. Лук и стрелы используются как оружие в борьбе с игровыми боссами — осквернёнными божествами, Лучнца должна стрелять по узлам с порчей на телах богов, чтобы освободить их от тьмы. На протяжении всего путешествия за Лучницей будут охотится осквернённые духи, пытаясь её разъединить с орлицей. Они перемещаются по игровой карте в виде бури, которые могут захватить героиню в свою ловушку. Всё что требуется от игрока — подкрасться к орлице, избегая взгляда осквернённого бога. В случае неудачи, Лучницу выбрасывает обратно в игровой мир, после чего ей нужно будет вычистить порчу у птицы.
Несмотря на наличие битв с боссами, сама игра в целом сосредоточена на исследовании окружающего открытого мира и решении головоломок. В игре нельзя умереть, но поражение по Лучнице лишает её накопленных камней. Между сражениями Лучница исследует миры, чтобы найти ключи к каждому маяку и решает задачи вместе со своей верной спутницей-орлицей, которая может переносить героиню через пропасти, активировать переключатели, поднимать её на более высокие уровни (при наличии достаточной энергии), переносить тяжёлые предметы для активации нажимных колодок. Орлица может брать по одному предмету за раз. Другая часть головоломок требует стрелять из лука, чтобы например поражать определённые цели или зажигать далёкие факелы. В отличие от других игр похожего жанра, в The Pathless нет игровой карты. Лучница носит с собой магическую бандану, которая позволяет увидеть скрытые проходы, цели, коллекционные предметы и определять точное расстояние до очередного маяка. Исследуя игровой мир и решая головоломки, Лучница также может собирать кристаллы для улучшения характеристик орлицы. Помимо головоломок, Лучница может находить заброшенные храмы, останки гигантских зверей и застывших во времени падших солдат, читая их мысли.

## Разработка
Разработкой игры занималась инди-студия Giant Squid, известная созданием и выпуском игры Abzû. Сразу после успешного выхода игры, команда задумалась над созданием следующей игры, в которой можно было бы развить идеи, исследуемые в Abzû. Мэтт Нава, руководящий разработкой сам ранее учувствовал в создании игры Journey. The Pathless наследует у этих игр идею исследования атмосферного и обширного мира со скрытым в окружающем пространстве сюжетным повествованием. Тем не менее The Pathless должна была стать гораздо амбициозное Abzû и Journey, предложив открытый и нелинейный мир. Разработка велась четыре года с участием 33 человек. Вместе с началом карантина в связи с пандемией COVID-19, разработка продолжалась удалённо. В разработку с самого начала включилась Annapurna Interactive. Ещё на стадии предпродакшена, команда продемонстрировала потенциальному издателю свои идеи и Annapurna, впечатлённая игрой Abzû сразу согласились профинансировать разработку.

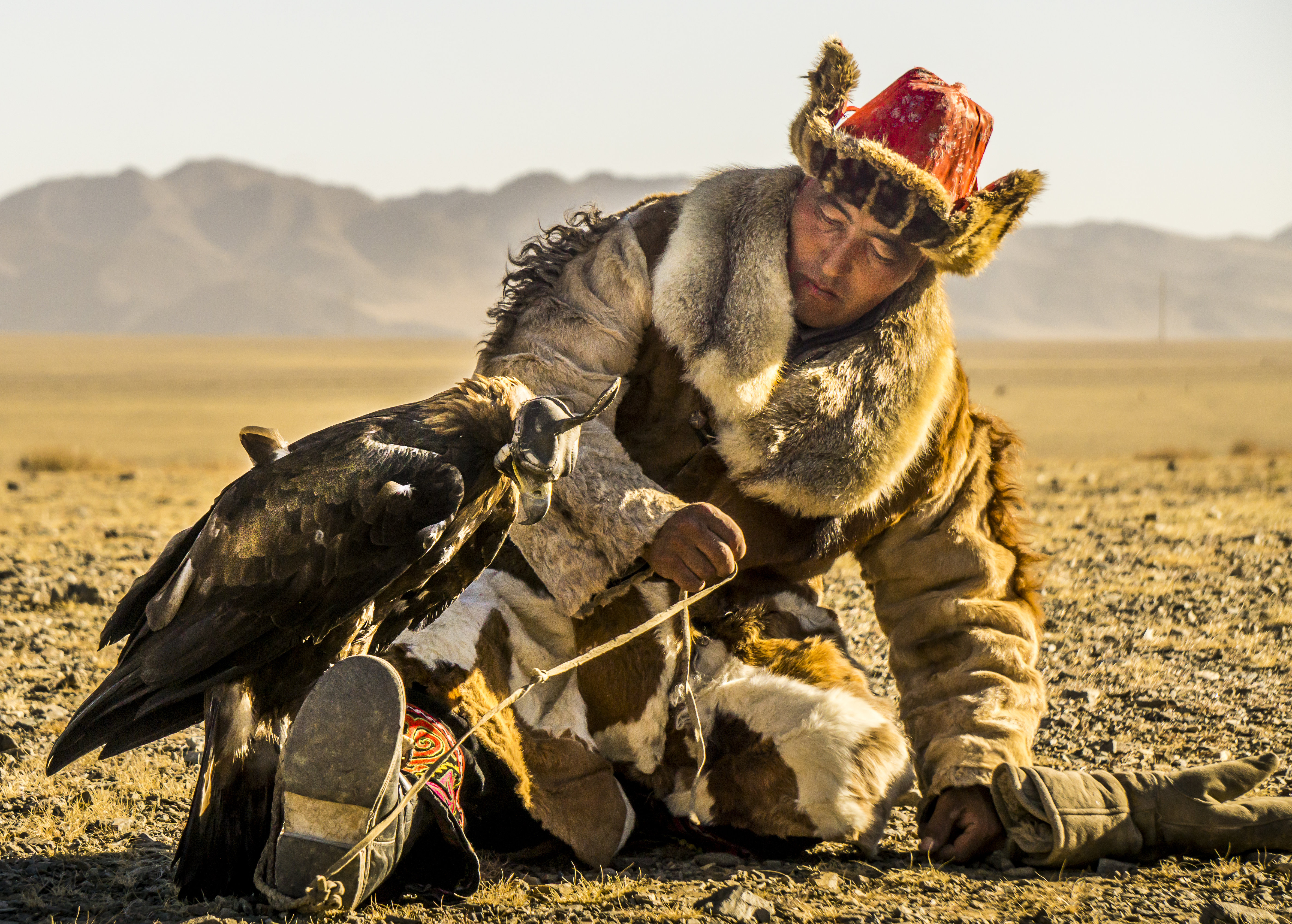
Образ монгольского охотника с орлом стал прообразом главной героини

В The Pathless представлена уникальная игровая механика, позволяющая с помощью стрельбы луком мгновенно перемещаться. Разработчики хотели, чтобы игрок мог ощутить себя мастером стрельбы луком. Для лучницы было создано множество анимаций, подчёркивающих её мастерство. Сама механика перемещения лучницы делает игровой процесс похожим на музыкальную игру. Упоминая сражения с игровыми боссами, разработчики говорили о традиционном для открытых игр перемещение на последнюю точку сохранения в случае убийства. Разработчики не хотели, чтобы игроки тратили время, но и хотели сохранить высокие ставки. Решением стало потеря найденных кристаллов, которые требуются для улучшения характеристик.

### Игровой мир
Мэтт Нава, руководитель разработчиков решил воссоздать ландшафты туманных лесов тихоокеанского северо-запада Америки, в частности изобразить мрачные леса, вспоминая цитату философа Джидду Кришнамурти — «Истина — это бездорожная земля». Ранее Мэтт Нава читал о традиционной в Монголии соколиной охоте. Его восхищал образ степного охотника с огромной птицей на руках, и на его основе был создан образ главной героини, а затем и прорабатывался остальной мир. Разработчики вдохновлялись архитектурой Камбоджи и немного европейской. Отвечая на многочисленные утверждения о внешней схожести The Pathless с Breath of the Wild от Nintendo, Нава утверждал, что его проект не имеет никакого отношения к игре от Nintendo, заметив что разработка The Pathless началась ещё до выпуска Breath of the Wild и игровой дизайн у этих двух игр совсем разный.
Создатели хотели обеспечить полное погружение во внутриигровой мир, чтобы они начали самостоятельно ориентироваться в нём, поэтому из The Pathless было исключено множество традиционных элементов, типичных для игр с открытым миром, например внутриигровая карта и другие элементы, напоминающие, что игрок находится в игре. Этой цели было сложно добиться итогом чего стала многолетняя разработка с многочисленными экспериментами. Вместо карты предлагается пользоваться банданой «Spirit Vision», работающей, как гидролокатор для обнаружения скрытых элементов. Команда обращалась к опыту разработки Abzu, в которой также основной акцент делается на погружении в игровой мир. Самой сложной частью в разработке было соблюдение баланса между исследованием мира, головоломками и проработкой боевой системы. Для достижения этой задачи, разработчикам пришлось наладить рабочий процесс и коммуникацию внутри своей команды.

### Оптимизация и портирование
The Pathless разрабатывалась изначально для PlayStation 4 и персональных компьютеров. Решение создать игру для iOS было принято после того, как Apple, ознакомившись с линейкой игр от Annapurna Interactive выразила восхищение ранней версией The Pathless и захотела профинансировать создание мобильной и эксклюзивной версии для своих устройств в рамках подписки Apple Arcade. Комментируя выпуск игры на PlayStation 5, разработчики признались, что не разрабатывали игру для этой приставки и решение было принято на поздних стадиях разработки. Тем не менее они сосредоточились проработке технологии 3D-аудио для этой версии, чтобы обеспечить дополнительный уровень погружения.
Игра должна была быть выпущена на разных игровых платформах. Разработчики заметили, что в итоге игра с открытым игровым миром должна была запускаться как и на таких мощных приставках, как PlayStation 5, так и на старых мобильных устройствах iPhone. Оптимизация стала одной из главных задач, из-за чего был продлён срок разработки. Annapurna привлекла в команду несколько опытных программистов и дизайнеров, которые помогли оптимизировать графику, уменьшить вес игры и разработать управление для сенсорных экранов.

## Анонс и выход
Впервые игра была анонсирована на The Game Awards 2018, затем игра была анонсирована Sony на мероприятии Sony’s PS5, где стало известна что она выйдет на PlayStation 5. В декабре 2018 года был показан игровой трейлер. Более подробное описание игрового процесса было раскрыто на мероприятии State of Play в августе 2020 года с демонстрацией основных игровых механик. Изначально игра планировалась к выпуску в 2019 году, затем дата выхода была отложена на 2020 год, и ещё раз — на конец 2020 года, поскольку команде требовалось дополнительное время для разработки.
Игра была представлена на Apple Event в 2019 году, где было объявлено что The Pathless выйдет на iOS и будет доступна для подписчиков Apple Arcade. Изначально ожидалось, что The Pathless станет одной из первых эксклюзивных игр для Apple Arcade. Игра вызвала повышенный интерес у прессы из-за своего внешнего сходства с Breath of the Wild.
Выход игры состоялся 12 ноября 2020 года на iOS и macOS для подписчиков Apple Arcade, для игровых приставок PlayStation 4, PlayStation 5 и для Windows на площадке Epic Games Store. Позже, 16 ноября 2021 года игра стала доступна для покупки в Steam. В конце 2022 года запланирован выпуск игр на приставках Nintendo Switch, Xbox One и Xbox Series X/S.

## Музыка
Музыкальные композиции к игре написал Остин Уинтори, ранее написавший музыку к игре Abzû. Сам Уинтори дружит с Навой со времён разработки игры Journey и признался, что всегда готов участвовать в проектах Навы

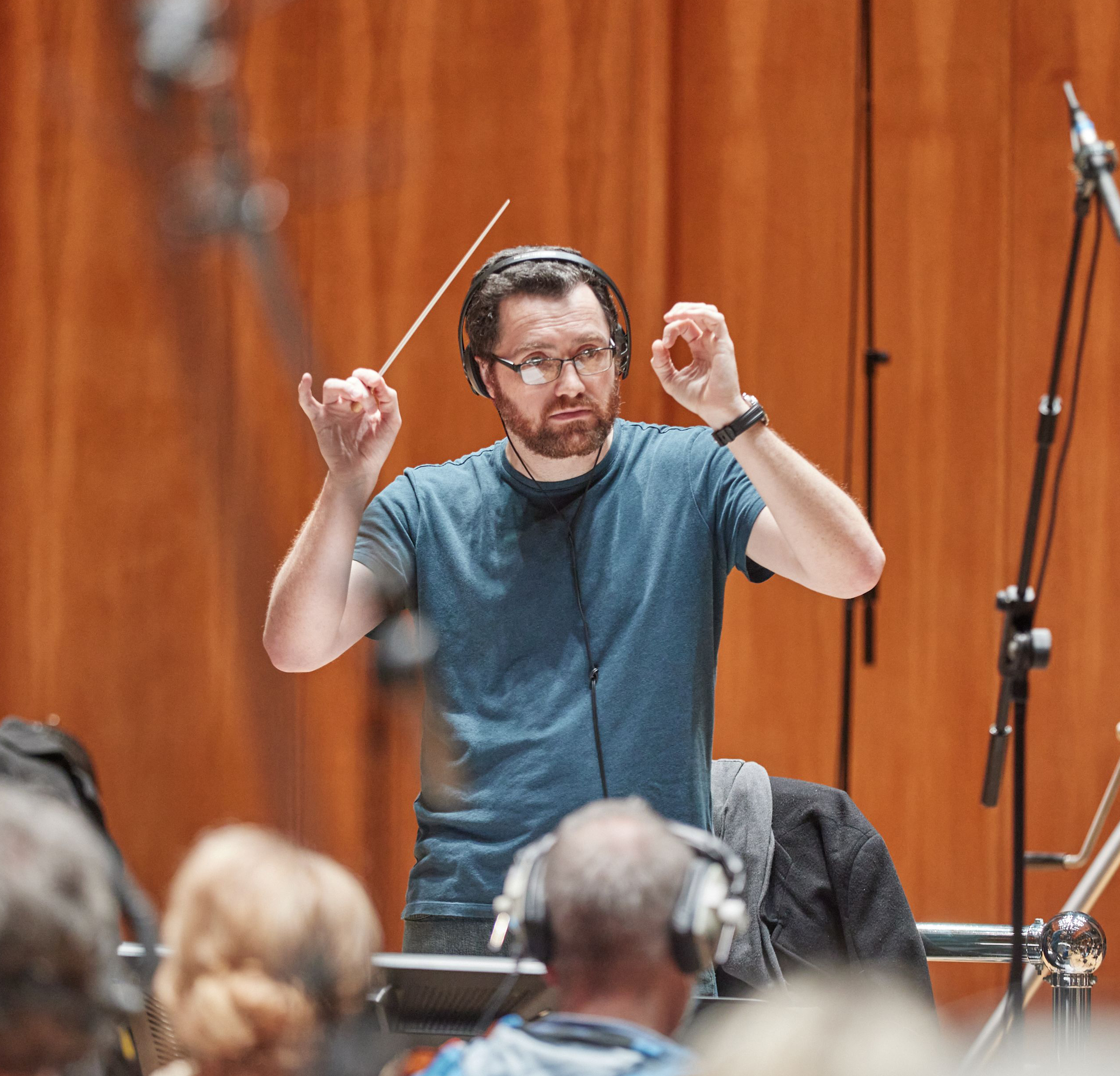
Музыку к игре сочинил

Разработчики хотели, чтобы музыка в игре передавала чувство, будто игрок становится героем мифа. Работу над музыкой Уинтори начал ещё на стадии препродакшена, когда композитор знал, что главной героиней будет охотница, а сеттинг вдохновлён Монголией, в том числе Мэтт Нава хотел слышать в игре горловое пение. Хотя Уинтори известен за создание красивых оркестровых мелодий, он не хотел делать похожею музыку. Ища источник вдохновения, композитор начал слушать песни тувинского народного ансамбля «Алаш». Также он вдохновлялся шведскими народными песнями, исполненными никельхарпой. Чтобы определиться с музыкальной темой, Уинтори написал мини-сюиту «Pilgrimage» с никельхарпой и горловым пением и выложил на Youtube.
Для создания мелодий привлекались более 100 музыкантов, играющих на разных народных инструментах со всего мира. Уинтори удалось привлечь членов ансамбля «Алаш», которые могли свободно импровизировать, записывая горловое пение для мелодий. Музыка должна была казаться одновременно чуждой, но и народной. Музыка также отражает общий настрой в игре, во время боёв это мрачное и драматическое оркестровое сопровождение. Хотя Иуинтори пишет оркестровую музыку, он не хотел вводить народные инструменты, как дополнение к классическим партитурам, как это принято у композиторов, создающих мелодии по этническим мотивам. Иуинтори же хотел сосредоточиться исключительно на народных инструментах, в которой оркестровая музыка должна была стать фоновым украшением.
Совмещение разных инструментов и народных жанров превратились в причудливые эксперименты, например как будет звучать мелодия с участием китайской бамбуковой флейты и кельтского вистла или сложные североафриканские ритмы с участием скандинавских ударных инструментов. Композитор старался балансировать между музыкальными традициями народных инструментов и созданием чего-то необычного. Композитор признался, что это было для него самым странным опытом в его карьере и непосильно трудной задачей, которой он добивался методом проб и ошибок. При всём этом, Уинтори со времён Journey придерживался традиции записывать все треки с одинаковой основной музыкальной темой, меняя инструменты, темп и аранжировку.
Многие звуковые эффекты, связанные с окружающем пространством в игре записывались с участием музыкальных инструментов, это по мнению композитора придаёт сюрреализм окружающей действительности в игре. Выпуск игры на PlayStation 5 был уже запланирован к концу разработки, поэтому Уинтори сосредоточился на проработке 3D-аудио для этой версии. Процесс звукозаписи был прерван пандемией COVID-19, хотя к этому моменту большая часть мелодий была уже записана, Уинтори пришлось взять продолжительную паузу, позже ему удалось наладить запись мелодий с участием небольших групп музыкантов, чтобы затем объединить получившиеся музыкальные дорожки в программах.
12 ноября был выпущен музыкальный одноимённый альбом, а также виниловые пластинки.
| - 1. None have Returned — 02:33 - 2. A Shroud over the World — 03:46 - 3. Gateway — 02:33 - 4. From the Antlers — 06:16 - 5. Cernos — 06:49 - 6. An Empty Monastery — 03:30 - 7. The Redwood Steppe — 03:22 - 8. Echoes of the Pathfinder — 03:51 - 9. Sauro — 07:53 - 10. The Rain infects all Waters — 05:53 - 11. The Plains — 04:06 | - 12. Nimue — 07:50 - 13. Do you not see that this world is broken? — 03:09 - 14. Into the Mountains — 03:22 - 15. The Cold has Cured all Generosity — 05:52 - 16. A Chill that Infests the Bones — 03:16 - 17. Kumo — 06:16 - 18. The Floating Isle — 01:51 - 19. Impetuous Beast — 02:29 - 20. The Path to Salvation — 08:34 - 21. A land, which was not my Own — 04:36 |

## Критика
| Сводный рейтинг    | Сводный рейтинг                    |
| Агрегатор          | Оценка                             |
| ------------------ | ---------------------------------- |
| Metacritic         | PC: 81/100 PS4: 77/100 PS5: 77/100 |
| Иноязычные издания |                                    |
| Издание            | Оценка                             |
| Destructoid        | 7,5/10                             |
| Edge               | 5/10                               |
| Game Informer      | 8/10                               |
| GameSpot           | 7/10                               |
| GamesRadar+        | [ 30 ]                             |
| IGN                | 8/10                               |
| Jeuxvideo.com      | 15/20                              |
| PC Gamer (US)      | 85/100                             |
| VG247              | [ 34 ]                             |

Игра в целом получила положительные отзывы со стороны игровых критиков по данным агрегатора Metacritic, хотя версии для игровых приставок были более сдержанными.
Критик сайта CD-Action заметил, что по началу The Pathless кажется похожей на многие другие игры из-за пресного сюжета, но ей надо дать время, чтобы она по настоящему засияла. «Разработчики Abzû создали по истине чудесный мир, в котором исследования и увлекательные битвы с боссами переплетаются с хитроумными головоломками. Даже самые простые занятия интересны и увлекательны». Критик сайта God is a Geek заметил, что это игру можно на первый взгляд сравнивать с Abzû или Breath of the Wild в плане того, что эти игры требуют путешествовать по обширным пространствам и активировать древние механизмы, но называть The Pathless копией этих игр просто несправедливо, так как она предлагает множество уникального материала. Критику Pocket Tactics сюжет в игре напомнил «Принцессу Мононоке». Представитель сайта PC Gamer заметил, что игра прежде всего уникальна отсутствием того, что типично для подобной ей играм — открытым игровым миром, но без мини-карты, без быстрых путешествий, без смерти персонажа, без вражеских NPC, кроме самих боссов. Но конечный результат замечателен.
Часть критиков выразили восхищение по поводу механики ускоренного перемещения. Представитель GamesRadar назвал перемещения героини с грацией гимнастки главным наслаждением в игре, игру определённо оценят спидранеры. Критик PC Gamer назвал механику скрытого зрения гениальной и продуманной, достаточной, чтобы в игре не требовалась мини-карта и какие либо скрытые указания. Критик GamesRadar был восхищён эстетикой окружающего мира, сочитания минималистской эстетики и внимания к деталям.
Критики заметили, что несмотря на наличие битв с боссами, главная цель в игре — изучение мира и решение головоломок. Критик PC Gamer называл головоломки приятными и сбалансированными, чтобы они доставляли игроку удовольствие и не вынуждали задерживаться на одном месте. Критик сайта GameRadar заметил, что The Pathless удалось довести исследовательский геймплей до совершества в сравнение с играми схожего жанра. Сами головоломки приятны и сбалансированы, доставляют удовольствие и не вынуждают задерживаться на одном месте. Представитель The Guardian наоборот счёт головоломки довольно утомительными и повторяющимися, словно разработчики пытались растянуть необременённое игровым материалом прохождение. Некоторые критики оценили то, что в игре отсутствуют прямые подсказки для игрока, а сами уровни спроектированы так, чтобы игрок сам изучал окружающее пространство. Это возможно благодаря грамотно проработанному дизайну игрового пространства, в том числе критик GamesRadar заметил что игроку требуется рассчитывать свои шаги, продолжительность полёта на орле, но чем дальше он пройдёт, тем больше сможет увидеть.
Некоторые критики ругали игру за её недостаточную сложность и указывали на то, что игровой мир чувствуется пустым, некоторым локациям просто не хватает дополнительных головоломок. Критик The Guardian жаловался на проблемы с управлением в версии для игровой приставки, не позволяющей ему правильно целиться в дальние цели.
Критике подверглись события с захватом героини в бури. Само по себе это событие увлекательное, но настолько часто повторяется, что в какой то момент начнёт утомлять игрока. Критики хвалили бои с боссами, заметив, как они резко меняют динамику игры между длительными путешествиями. Сама боевая система проработана грамотно, обеспечивая увлекательный опыт в битве с божеством. Оценки сложности битв были разными, некоторые называли их не слишком сложными, другие называли некоторые битвы слишком изнуряющими.